# Agvan Dorzjiejev

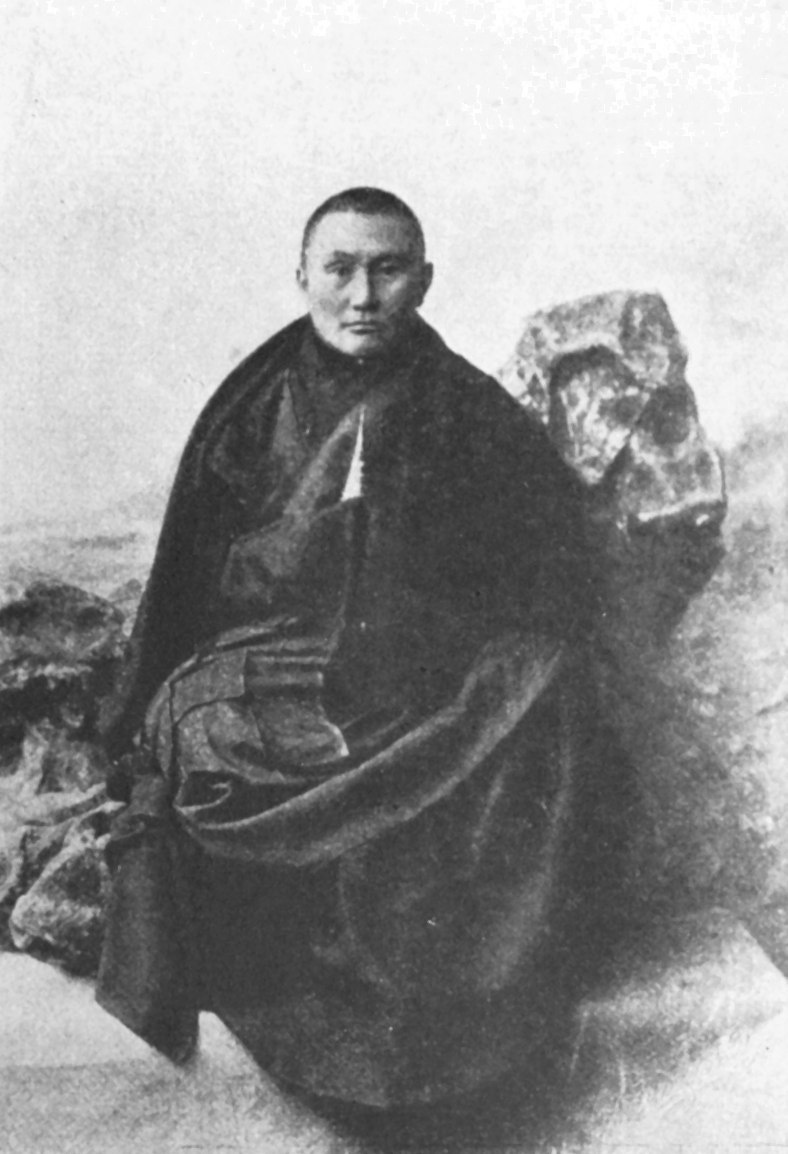
Agvan Dorzjiejev

Agvan (Lobsan) Dorzjiejev  (Russisch: Агва́н Лобса́н Доржи́ев), Tibetaanse naam Ngawang Lobsang Dorjiev of Tsenji Chempo, (Chara-Sjibir (bij Oelan-Oede), 1854 - Oelan-Oede, 29 januari 1938), was een Russisch boeddholoog, lama en gezant in Tibetaanse dienst. Hij stamt uit de bevolkingsgroep Boerjaten uit het gebied ten westen van het Baikalmeer.

## Studie
Agvan Dorzjiejev verliet zijn thuis in 1873 om te studeren aan het Gomang College van de monnikuniversiteit Drepung nabij Lhasa, het grootste klooster in Tibet.
Nadat hij de gelugpa-studie succesvol had voltooid, begon hij aan de academische boeddhistische graad Geshe Larampa. Uiteindelijk behaalde hij na vijftien jaar studie de titel Tsanit Khenpo ("Tsanid-Hambo"), dat vertaald Meester in boeddhistische filosofie of Professor in boeddhistische metafysica betekent.

## Gezant voor de dalai lama

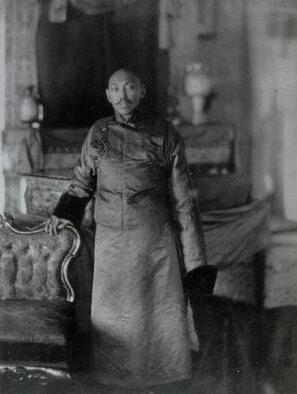
13e dalai lama, Thubten Gyatso

Voor de dertiende dalai lama, Thubten Gyatso, werd Agvan Dorzjiejev een van de leraren, een debateerpartner en spiritueel adviseur. Deze rol behield hij op zijn minst tot aan het eind van de jaren 1910.
In 1896 ontving hij van tsaar Nicolaas II een horloge met een monogram voor de diensten die hij had verleend aan de Russische agenten in Lhasa. Aan het begin van 1898 ging Dorzjiejev naar Sint-Petersburg om bijdragen bijeen te verzamelen voor zijn college. Daar knoopte hij vriendschappelijke banden aan met prins Esper Oechtomski die hem voorstelde aan de tsaar. Via Parijs en vermoedelijk ook Londen keerde hij terug naar Lhasa.
In de jaren 90 was Dorzjiejev begonnen met het verspreiden van het verhaal dat Rusland het mythische land Shambhala in het noorden was en dat zijn tsaar degene zou zijn die het boeddhisme zou redden. Hij vertelde dat de Witte Tsaar een emanatie van de Witte Tara was en schiep de hoop dat hij Tibet en zijn religie zou ondersteunen. De suggestie van de Witte Tara kwam voort uit een legende die door Russische lama's in de 18e eeuw was voortgebracht en die veronderstelde dat Catharina II de incarnatie was van de Witte Tara.
Dorzjiejev schiep de suggestie dat Rusland de boeddhistische ideeën omarmde, met het oog op de recente opmars in Mongolië, en een bruikbare balans bleek te zijn tegenover de Britse intriges. In de lente van 1900 keerde Dorzjiejev terug naar Rusland met zes vertegenwoordigers van de dalai lama. Ze reisden door India en ontmoetten de tsaar in het Livadiapaleis in de Krim. Bij terugkeer namen ze cadeaus mee voor de dalai lama, waaronder Russische wapens en munitie en een set van Russische mooie bisschoppelijke gewaden.
In 1901 bracht Dorzjiejev een bezoek aan de negende pänchen lama, Thubten Chökyi Nyima. In diens klooster Tashilhunpo ontving Dorzjiejev geheim onderricht van de pänchen lama. Hij kreeg ook geschriften mee waaronder het Gebed van Shambhala dat geschreven was door de zesde pänchen lama, Lobsang Pälden Yeshe, en het boeddhistische koninkrijk Shambhala betrof. Voor Dorzjiejev was dit zeer waardevol voor het ontwikkelen van het begrip van de tantrische leer van de Kalachakra ('Wiel van de Tijd'). Verder kreeg hij enkele gouden beelden.
In 1903 raakte Lord Curzon, de onderkoning van India, en Francis Younghusband er onterecht van overtuigd, dat Rusland en Tibet geheime verdragen hadden ondertekend die de belangen in Brits-Indië in gevaar brachten. Ze verdachten Dorzjiejev ervan dat hij voor de Russische regering werkte, wat dat jaar tot de Britse Veldtocht in Tibet leidde, die tot 1904 duurde.
Op 8 januari 1913 (gregoriaanse kalender; op 29 december 1912 volgens de juliaanse kalender) ondertekenden Dorzjiejev en twee andere Tibetaanse vertegenwoordigers het Verdrag van Urga in de Mongoolse hoofdstad Ulaanbaatar, waarin beide landen elkaars onafhankelijkheid van China erkenden. De autoriteit van Dorzjiejev om dergelijke verdragen te ondertekenen is niettemin altijd bestreden geweest door sommige autoriteiten.

## Boeddhistische tempels in Rusland

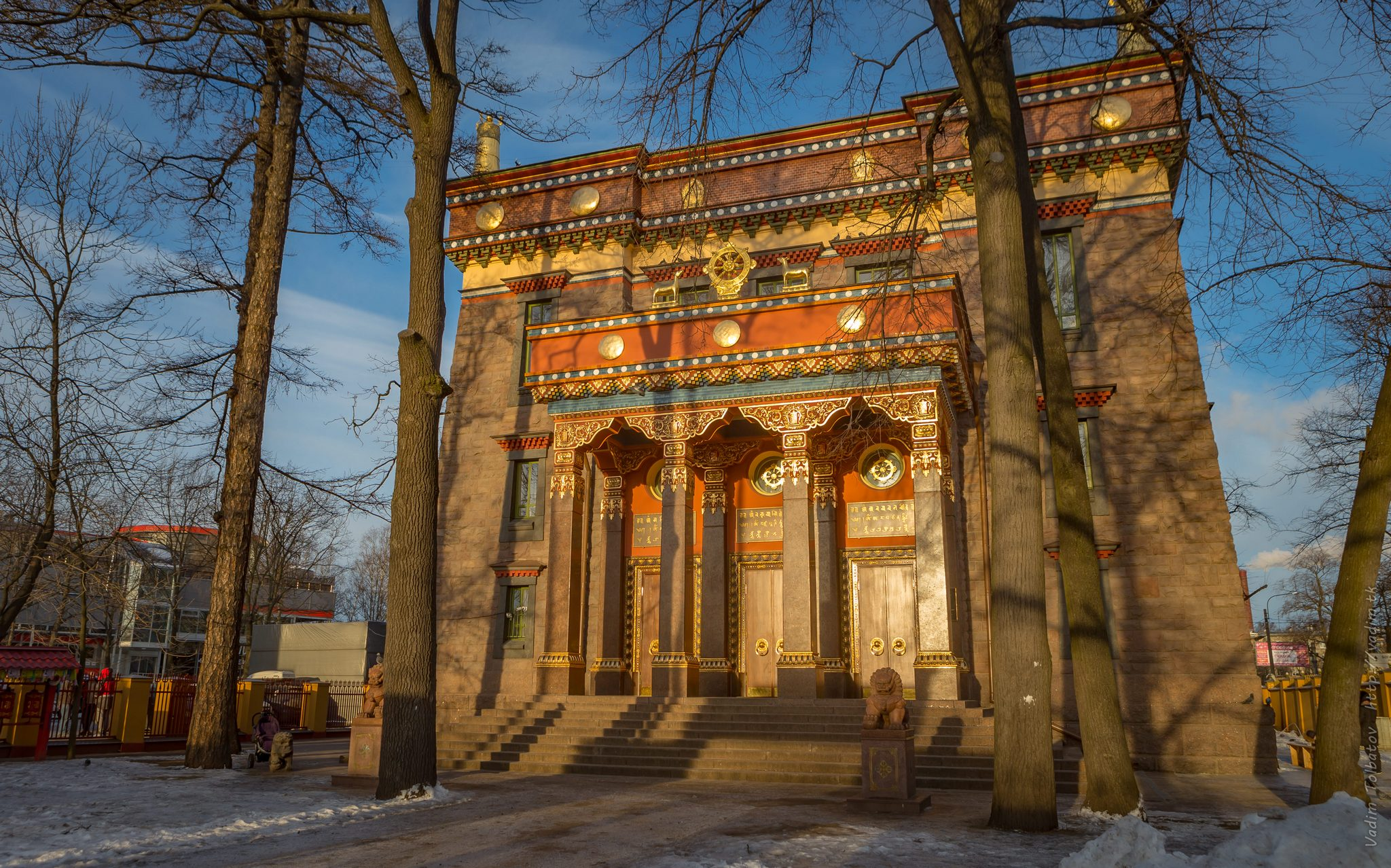
Datsan Gunzechoinei, de boeddhistische tempel in Sint Petersburg, van datsan (tempel) en gunzechoinei (de bron van boeddha's religieuze leer, die diep mededogen heeft voor alle wezens).

In 1909 kreeg Dorzjiejev toestemming van de tsaar om een grote boeddhistische tempel in Sint-Petersburg te bouwen, waarvan hij hoopte dat deze ooit het verblijf van de eerste boeddhistische heerser van Rusland zou worden. Niettemin voerde de Oosters-orthodoxe Kerk een sterke campagne in het gehele land tegen de bouw van de tempel, waardoor de bouw sterk vertraagd werd. De eerste dienst werd gehouden op 21 februari 1913 en de bouw werd voltooid in 1915, toen tsaar Nicolaas toestemming gaf voor de aankomst van een bezetting van negen lama's: drie uit Transbaikal, vier uit Astrachan en twee uit Stavropol. De inwijding werd gehouden op 10 augustus van dat jaar. Naast deze tempel liet hij meerdere tempels in Rusland bouwen.

## Communisme en dood

NKVD-embleem

Na de Russische Revolutie in 1917 werd Dorzjiejev gevangengenomen. Hij werd in eerste instantie ter dood veroordeeld, wat vrienden uit Sint-Petersburg wisten te voorkomen. Dorzjiejev werd later weer vrijgelaten. De tempel werd geplunderd en beschadigd en het boeddhisme werd vervolgd in de Sovjet-Unie. Deze en zijn andere tempels werden genationaliseerd en omgebouwd tot collectieve boerderijen.
In augustus leidde en bestuurde hij een conferentie van Tibetaanse genezers in de Atsagat-tempel in Oelan-Oede. Hier werden de voorstellen besproken om een centraal instituut op te zetten voor de productie en standaardisatie van Tibetaanse geneeskrachtige kruiden. Het lukte hem gedurende de jaren 20 een bestaan op te bouwen binnen het communistische land.
Tijdens de zuiveringsacties onder het regiem van Jozef Stalin werd hij echter opnieuw gearresteerd door het Volkscommissariaat voor Interne Zaken (NKVD) op 13 november 1937. Hem werd hoogverraad, voorbereiding van een gewapende opstand en spionage voor Mongolië en Japan ten laste gelegd. Hij overleed enkele maanden later in een politieziekenhuis op 85-jarige leeftijd.
Pas in 1989 werd de boeddhistische gemeenschap in Sint-Petersburg officieel erkend. Een jaar later, op 14 mei 1990, werd ook hijzelf officieel gerehabiliteerd. In 2004 werd in de tempel de 150e geboortedag van Dorzjiejev herdacht.